# Star Trek: Discovery/Staffel 1
Mit der 15-teiligen ersten Staffel begann im September 2017 die US-amerikanische Star-Trek-Fernsehserie Discovery. Sie wurde in zwei Teilen per Video-on-Demand erstveröffentlicht: neun Episoden erschienen bis Mitte November 2017, die übrigen sechs im Januar und Februar 2018. Die erste Episode wurde in den Vereinigten Staaten und Kanada vorab vom Fernsehsender CBS erstausgestrahlt. In einem die ganze Staffel umfassenden, episodenübergreifenden Handlungsbogen, geht es hauptsächlich um einen Krieg zwischen der Vereinten Föderation der Planeten, vertreten durch die Sternenflotte und deren Raumschiff Discovery, und dem Klingonischen Reich.

## Episoden
| Nr. (ges.) | Nr. (St.) | Deutscher Titel           | Originaltitel                                    | Erstveröffentlichung USA | Deutschsprachige Erstveröffentlichung (D/A/CH) | Regie                | Drehbuch                                                                                             |
| --- | --------- | ------------------------- | ------------------------------------------------ | ------------------------ | ---------------------------------------------- | -------------------- | --- |
| 1 | 1         | Leuchtfeuer               | The Vulcan Hello                                 | 24. Sep. 2017            | 25. Sep. 2017                                  | David Semel          | Akiva Goldsman, Bryan Fuller, Idee: Bryan Fuller, Alex Kurtzman                                      |
| Die Handlung setzt im Mai 2256 ein. Das Sternenflottenraumschiff U.S.S. Shenzhou, kommandiert von Captain Philippa Georgiou, stößt am Rande des Territoriums der Föderation auf ein unbekanntes Gebilde im All. Da man zwecks Erforschung des Objekts wegen eines Streufeldes mit dem Schiff nicht nahe genug herankommt, untersucht die erste Offizierin Michael Burnham das Gebilde in einem Raumanzug allein aus der Nähe. Dort tötet sie im Affekt einen plötzlich erschienenen Klingonen, zu dessen als kriegerisch bekannter Spezies die Föderation nun schon seit über 100 Jahren keinen Kontakt mehr hatte, und entgeht bei dem Einsatz nur knapp dem Tod. Das Gebilde erweist sich als klingonisches Kampfschiff und damit als Bedrohung für die Shenzhou. An Bord jenes Schiffs plädiert der Klingone T’Kuvma dafür, dass die 24 untereinander zerstrittenen klingonischen Häuser sich miteinander zu vereinen hätten, um erfolgreich gegen die Sternenflotte zu kämpfen, von der sie sich wegen vermeintlicher Expansionsbestrebungen bedroht fühlen. Burnham, vor sieben Jahren nach vulkanischer Ausbildung an Bord der Shenzhou gekommen, erhält von ihrem vulkanischen Mentor Sarek den Rat, mit einem sog. „Vulkanischen Hallo“ zu reagieren, das heißt, die Klingonen zuerst anzugreifen. Davon beeinflusst, hintergeht Burnham, deren Eltern einst von Klingonen getötet wurden, die Anordnungen ihres Captains und reißt das Kommando an sich. Indes erscheinen weitere klingonische Raumschiffe, die sich der Shenzhou entgegenstellen.                                                                                  |           |                           |                                                  |                          |                                                |                      | |
| 2 | 2         | Das Urteil                | Battle at the Binary Stars                       | 24. Sep. 2017            | 25. Sep. 2017                                  | Adam Kane            | Gretchen J. Berg, Aaron Harberts, Idee: Bryan Fuller                                                 |
| Georgiou übernimmt auf der Shenzhou wieder das Kommando und lässt Burnham in einer Arrestzelle inhaftieren. Wegen des drohenden Kampfes gegen die klingonische Flotte erhält die Shenzhou Unterstützung durch andere Sternenflottenschiffe, darunter auch die U.S.S. Europa unter dem Kommando des Admirals Anderson. Nach Angriff durch die Klingonen kommt es zu einer Schlacht im All, bei der die Sternenflotte deutliche Verluste erleidet. Die Europa wird vernichtet, die Shenzhou schwer beschädigt. Burnham droht wegen Hüllenbrüchen der Tod. Sie flieht deshalb mit Hilfe des Bordcomputers aus ihrer Arrestzelle, wobei sie kurz das All durchquert. Die Klingonen betrachten sich als Sieger der Schlacht und beanspruchen diesen Teil des Raums für sich. Bis auf ihr Führungsschiff, auf dem sich auch T’Kuvma aufhält, verlassen die klingonischen Schiffe den Schauplatz. Georgiou und Burnham beamen auf das klingonische Schiff, um T’Kuvma als Geisel und damit als Druckmittel in den Friedensverhandlungen mit den Klingonen zu nehmen. Im direkten persönlichen Kampf werden T’Kuvma und Georgiou schwer verletzt und können, im Gegensatz zu Burnham, nicht auf die Shenzhou gebeamt werden. T’Kuvma und Georgiou sterben. Vor einem Militärgericht der Sternenflotte bekennt sich Burnham u. a. der Meuterei für schuldig, ehe sie zu lebenslanger Haft verurteilt wird und ihren Offiziersrang verliert. |           |                           |                                                  |                          |                                                |                      | |
| 3 | 3         | Lakaien und Könige        | Context is for Kings                             | 1. Okt. 2017             | 2. Okt. 2017                                   | Akiva Goldsman       | Gretchen J. Berg, Aaron Harberts, Craig Sweeny, Idee: Bryan Fuller, Gretchen J. Berg, Aaron Harberts |
| Sechs Monate nach ihrer Verurteilung ist Burnham als Teil eines Häftlingstransports in einem Shuttle unterwegs. Als es in einem Sturm in Gefahr gerät, wird es vom Sternenflottenraumschiff U.S.S. Discovery gerettet und an Bord geholt. Wegen Burnhams Fähigkeiten als Quantenphysikerin setzt Captain Lorca sie als Hilfswissenschaftlerin ein. Sie ist auch Teil eines Außenteams um Lt. Stamets, das die im All driftende U.S.S. Glen untersucht, das Schwesterschiff der Discovery. Dabei schützt Burnham ihre Kollegen vor den gewalttätigen Angriffen eines dort sein Unwesen treibenden, reptilienähnlichen Wesens. Zurück auf der Discovery, erkennt Burnham, dass Lorca sie absichtlich auf die Discovery geholt hat und er sie einer Prüfung ihrer Fähigkeiten unterziehen wollte. Lorca erklärt ihr, dass auf der Discovery ein experimentelles biologisches, auf Sporen basierendes Antriebssystem entwickelt wird, welches der Föderation helfen soll, den Krieg gegen die Klingonen zu gewinnen. Der Antrieb ermöglicht sekundenschnelle Raumsprünge über viele Lichtjahre hinweg und wurde auf der Glen erfolgreich getestet, ehe ein Experiment fehlschlug. Weil Lorca das Verhalten Burnhams während der Schlacht im Doppelsternsystem als taktisch klug beurteilt, überzeugt er sie davon, dauerhaft an Bord zu bleiben und in den Sternenflottendienst zurückzukehren. |           |                           |                                                  |                          |                                                |                      | |
| 4 | 4         | Sprung                    | The Butcher’s Knife Cares Not for the Lamb’s Cry | 8. Okt. 2017             | 9. Okt. 2017                                   | Olatunde Osunsanmi   | Jesse Alexander, Aron Eli Coleite                                                                    |
| Eine Föderationskolonie auf dem entlegenen Planeten Korvan II wird von Klingonen angegriffen, dadurch sind die Kolonisten und Dilithiumvorräte in Gefahr. Um schnell dorthin zu gelangen und die Kolonie zu verteidigen, möchte Lorca den Sporenantrieb einsetzen, der trotz erfolgreicher Simulationen aber noch nicht zuverlässig genug funktioniert. Indes entdeckt Burnham bei ihren Untersuchungen des reptilienähnlichen, von Lorca für den Kampf gegen Klingonen vorgesehenen Wesens, dass es aversiv gegen Licht ist und nicht von Natur aus, sondern nur zur Selbstverteidigung andere Individuen angreift. Besonders nützlich ist die Entdeckung, dass die Kreatur – überwiegend als Tardigrade bezeichnet, von Burnham nur als „Ripper“ – im Stande ist, eine symbiotische Beziehung zu Sporen einzugehen und das Myzeliennetzwerk in der Galaxis zur Positionsbestimmung zu nutzen. Diese Erkenntnis ausnutzend, lässt man auf der Discovery das Wesen in Kontakt mit Sporen treten und verhilft so dem Sporenantrieb zur nötigen Zielgenauigkeit, um Korvan II zu erreichen. Die Discovery rettet dort die unter schwerem Beschuss liegenden Kolonisten. Unterdessen stehlen Klingonen den Dilithiumprozessor vom Wrack der Shenzhou. Der Klingone Kol, der nach T’Kuvmas Tod einen Führungsanspruch hegt, verfolgt einen anderen politischen Kurs als zuvor T’Kuvma. Der ungewöhnlich hellhäutige Klingone Voq steht bei Kol in Ungnade. Die Klingonin L’Rell unterstützt Voq und rät ihm dazu, gegen Kol vorzugehen und T’Kuvmas die 24 Häuser einigenden politischen Kurs fortzusetzen.                                      |           |                           |                                                  |                          |                                                |                      | |
| 5 | 5         | Wähle deinen Schmerz      | Choose Your Pain                                 | 15. Okt. 2017            | 16. Okt. 2017                                  | Lee Rose             | Kemp Powers, Idee: Gretchen J. Berg, Aaron Harberts, Kemp Powers                                     |
| Lorcas Vorgesetzte in der Sternenflotte möchten zum einen, dass auch andere Sternenflottenschiffe mit dem Sporenantrieb ausgerüstet werden, und zum anderen, dass die Discovery den Sporenantrieb bis auf weiteres nicht mehr einsetzt, damit die Klingonen nicht auf ihn aufmerksam werden. Während des Fluges mit einem Shuttle wird Lorca von Klingonen entführt. Auf einem klingonischen Raumschiff ist er zusammen mit dem Sternenflottenmann Ash Tyler und dem Glücksritter Harry Mudd gefangen. Lorca und Tyler werden von den Klingonen gefoltert und lassen Mudd bei ihrer gewaltsamen Flucht aus dem Gefängnis zurück, weil er sie durch geheime Informationsweitergabe an die Klingonen hintergangen hat. Indes entdeckt Burnham auf der Discovery, dass der Sporenantrieb, wenn er unter Zuhilfenahme des Tardigrade eingesetzt wird, zu einer deutlichen Verschlechterung der physischen Kondition des Tardigrade führt. Indem sich die Discovery mit Hilfe des Sporenantriebs in die Nähe von Lorcas Gefangenschaftsort transloziert, schrumpft bzw. dehydriert der Tardigrade erheblich. Die Discovery rettet die beiden Geflüchteten. Um den Tardigrade zu schonen, injiziert sich Stamets etwas von seiner DNS, wodurch er seinen eigenen Körper für den Betrieb des Sporenantriebs nutzen kann und damit die Flucht der Discovery vor den Klingonen ermöglicht. Um den Tardigrade zu retten, entlassen Burnham und Stamets ihn ins All und damit ins Myzeliennetzwerk. |           |                           |                                                  |                          |                                                |                      | |
| 6 | 6         | Lethe                     | Lethe                                            | 22. Okt. 2017            | 23. Okt. 2017                                  | Douglas Aarniokoski  | Joe Menosky, Ted Sullivan                                                                            |
| Als Botschafter Sarek in einem vulkanischen Kleinraumschiff unterwegs zu einem geheimen Treffen mit zwei klingonischen Häusern ist, die zwecks Gewinn des Krieges eine Allianz schmieden wollen, wird es von einem Logik-Extremisten, der sich selbst in die Luft sprengt, schwer beschädigt. Sarek wird schwer verletzt und liegt bewusstlos an Bord des Kleinraumschiffs innerhalb des Iridia-Nebels. Burnham, die von Sarek einst ausgebildet wurde, spürt Sareks Schmerz, da sie imstande ist, sich mit Sareks Seele zu verbinden. Im Gegensatz zur Entscheidung seiner Vorgesetzten lässt Lorca die Suche nach Sarek starten und dazu Burnham mit Tilly und Tyler zu dem Nebel fliegen. Bei ihren Versuchen, ihre Gedanken mit denen Sareks zu verschmelzen, erfährt Burnham, dass Sareks einstige Entscheidung, nicht sie, sondern Spock zur Teilnahme an einer vulkanischen Expeditionsgruppe anzumelden, durch Spocks Entscheidung nachträglich hinfällig wurde, sich stattdessen der Sternenflotte anzuschließen. Burnham hilft Sarek, sein Bewusstsein zurückzuerlangen und sich durch ein Transpondersignal lokalisieren zu lassen, sodass er gerettet werden kann. Da Sarek nun außerstande ist, die Klingonen zu treffen, reist stattdessen Lorcas Geliebte, Admiral Cornwall, zu dem Treffen. Dieses stellt sich jedoch als Falle heraus, Cornwall wird gefangen genommen. |           |                           |                                                  |                          |                                                |                      | |
| 7 | 7         | T=Mudd²                   | Magic to Make the Sanest Man go Mad              | 29. Okt. 2017            | 30. Okt. 2017                                  | David M. Barrett     | Aron Eli Coleite, Jesse Alexander                                                                    |
| Der Kriminelle Harry Mudd hält die Discovery-Crew in einer Zeitschleife gefangen, von der jeder Durchlauf 30 Minuten dauert. Es ist sein Ziel, den Sporenantrieb zu kontrollieren und die Discovery aus Profit an die Klingonen zu verkaufen. Als Mudd am Ende jedes Schleifendurchlaufs von der Crew in die Enge getrieben wird, bringt er die Discovery zur Explosion. Der Sporenantrieb funktioniert nicht ohne Stamets; wegen dieses Zusammenhangs ist Stamets der Einzige in der Crew, der die Zeitschleife bemerkt. Mit diesem Wissen und mit seiner Hilfe arbeiten Burnham und Tyler daran, Mudds Treiben ein Ende zu setzen. Dazu stiehlt sie Mudd den Zeitkristall, den er zur Aufrechterhaltung der Zeitschleife benötigt. Mit diesem Druckmittel und dem Argument, dass sie selbst als Mörderin T’Kuvmas eine wertvollere Beute für die Klingonen sei, überredet sie ihn, die Zeitschleife abzubrechen. |           |                           |                                                  |                          |                                                |                      | |
| 8 | 8         | Si Vis Pacem, Para Bellum | Si Vis Pacem, Para Bellum                        | 5. Nov. 2017             | 6. Nov. 2017                                   | John S. Scott        | Kirsten Beyer                                                                                        |
| Die Klingonen rüsten ihre Schiffe verstärkt mit Tarnvorrichtungen aus und fügen der Sternenflotte mit Überraschungsangriffen schwere Verluste zu. Daher möchte die Sternenflottenführung den Klingonen den taktischen Vorteil nehmen, den sie deshalb haben. Zur Erreichung dieses Ziels sind Burnham, Saru und Tyler auf dem Planeten Pahvo, wo sich ein turmhoher Kristall befindet, der den ganzen Planeten mit einer spezifischen Frequenz schwingen lässt und wie ein natürlicher Transmitter fungiert, auch in den Weltraum hinaus. Aufgabe des Teams ist es, die Frequenz des Transmitters so zu modifizieren, dass sie der Sternenflotte als Sonar dienen kann, mit dem sie getarnte klingonische Schiffe aufspüren kann. Auf dem Planeten einheimische Wesen namens Pahvaner, die in Konfliktfreiheit leben möchten, ergreifen von Saru Besitz, lassen ihn in ihrem Interesse handeln und wollen das Team am Verlassen des Planeten hindern. Burnham gelingt es mit Tylers Hilfe und gegen Sarus Widerstand, die Frequenz des Turms zu modifizieren und die Discovery zu verständigen, die die drei zurück an Bord beamt. Rasch stellt sich heraus, dass die Pahvaner wegen ihres Ziels, Zwietracht in Harmonie zu verwandeln, dafür sorgen, dass der Turm durch seine Signale nunmehr auch die Klingonen auf Pahvo aufmerksam macht. Das klingonische Schiff mit Kol an Bord nähert sich dadurch der Discovery. Zuvor hatte Kol den Versuch der Klingonin L’Rell als Täuschung verstanden, durch Erlangung von taktisch relevanten Informationen von der Gefangenen Cornwall seine Gunst zu ergattern.                             |           |                           |                                                  |                          |                                                |                      | |
| 9 | 9         | Algorithmus               | Into the Forest I Go                             | 12. Nov. 2017            | 13. Nov. 2017                                  | Christopher J. Byrne | Bo Yeon Kim, Erika Lippoldt                                                                          |
| Angesichts der Gefahr durch das nahende klingonische Flaggschiff erhält Lorca von der Sternenflotte den Befehl, mit der Discovery in sicheres Gebiet zurückzukehren. Lorca jedoch missachtet den Befehl und lässt seine Crew eine Mission beginnen, durch die sich die Discovery der klingonischen Tarntechnologie bemächtigen kann: Nachdem Burnham und Tyler von den Klingonen unbemerkt auf das klingonische Schiff gebeamt sind und dort mit der Installation von Sensoren begonnen haben, lässt Lorca die Discovery über 100 Mikrosprünge rund um das klingonische Schiff durchführen und es so in Schach halten. Der mit dem Sporenantrieb verbundene Stamets verkraftet die Sprünge nur unter großen körperlichen Entbehrungen. Auf dem klingonischen Schiff ist Burnham ungeplant auf sich gestellt, da Tyler wegen Symptomen der posttraumatischen Belastungsstörung ausfällt, die er durch Folter in klingonischer Gefangenschaft erlitten hat. Burnham gelangt auf die klingonische Schiffsbrücke, duelliert sich mit Kol und verschafft der Discovery damit Zeitgewinn. Dieser ist hilfreich beim Kopieren von Daten über die Tarntechnologie. Burnham und Tyler beamen mit der verletzten Cornwall und einer klingonischen Geisel auf die Discovery zurück. Beim Versuch, mit dem Sporenantrieb den Schauplatz zu verlassen, gibt es einen technischen Fehler, durch den die Discovery in unbekanntem Gebiet im All strandet. |           |                           |                                                  |                          |                                                |                      | |
| 10 | 10        | Nur wegen dir             | Despite Yourself                                 | 7. Jan. 2018             | 8. Jan. 2018                                   | Jonathan Frakes      | Sean Cochran                                                                                         |
| Die Discovery findet sich in einem Paralleluniversum wieder, in dem die Menschen, hier Terraner genannt, eine faschistoide Macht sind, und von nichtmenschlichen Rebellen bekämpft werden. Auf der Brücke erkennt man, dass die Discovery des Spiegeluniversums wahrscheinlich in das Ausgangsuniversum versetzt wurde. Während Lorca seine Crew nach einer Möglichkeit suchen lässt, diesem Universum wieder zu entfliehen, nähert sich der Discovery ein terranisches Raumschiff. Um nicht als Fremde aufzufallen bzw. die Leben auf der Discovery nicht zu riskieren, passt sich die Crew auf dem ganzen Schiff den Rollen an, die ihre Alter Egos des Spiegeluniversums bislang innehatten. Das beinhaltet, dass Fähnrich Tilly die Rolle der Schiffskommandantin einnimmt. Indes erkennt Dr. Culber in der Krankenstation, dass der posttraumatisch gestörte Tyler nicht er selbst ist und wohl durch die Klingonen verändert wurde. Daraufhin bricht Tyler dem Doktor das Genick. Anschließend beamt er mit Burnham und Lorca an Bord des näher gekommenen Schiffs. Burnham ist in der Rolle der Kommandantin jenes Schiffs und bringt Lorca als Gefangenen mit, der daraufhin gefoltert wird. Der erste Offizier des Schiffes versucht Burnham zu ermorden, aber sie tötet ihn und übernimmt das Kommando über das Schiff. |           |                           |                                                  |                          |                                                |                      | |
| 11 | 11        | Der Wolf im Inneren       | The Wolf Inside                                  | 14. Jan. 2018            | 15. Jan. 2018                                  | T. J. Scott          | Lisa Randolph                                                                                        |
| Saru lässt Burnham im Unwissen über den Tod Dr. Culbers. Indes spielt Burnham mit Tyler auf der ISS Shenzhou ihre Rolle als Captain des Schiffes, zu der der Kampf gegen die klingonisch angeführten Rebellen gehört. Burnham und Tyler begeben sich auf einen Planeten, auf dem sich die Anführer der Rebellen aufhalten. Es ist ihre offizielle terranische Mission, diese zu töten, insgeheim ergeben sie sich aber den Rebellen, um zu erfahren, wie die Klingonen des Spiegeluniversums gelernt haben, mit anderen Spezies zu kooperieren. Anführer der Rebellen ist der Voq des Spiegeluniversums, dessen Worte bei Tyler zu unerklärlichen Irritationen führen. Burnham sagt den Rebellen Zeit zur Flucht vor der Zerstörung ihrer Siedlungen durch die Shenzhou zu. Zurück auf der Shenzhou wird sich Tyler darüber klar, dass er einst Voq war, aber durch die Klingonen zu einem Menschen umoperiert wurde, um insgeheim die Sternenflotte zu infiltrieren. Seinen Versuch, Burnham aus Vergeltung für die Tötung T’Kuvmas zu töten, vereitelt der Saru des Spiegeluniversums in letzter Sekunde. Burnham exekutiert Tyler zum Schein der Shenzhou-Crew, beamt ihn aber insgeheim auf die Discovery, wo Saru ihn umgehend inhaftieren lässt. Die von Burnham gesammelten Geheimdienstinformationen über die Route des zuvor ins Spiegeluniversum gelangten Raumschiffs Defiant gelangen mit Tyler auf die Discovery. Zuvor hat Tilly auf der Discovery erfolglos versucht, Stamets mit Sporen zu heilen. Schließlich sorgt das Raumschiff der terranischen Imperatorin Georgiou für die Vernichtung der Rebellen auf dem Planeten. |           |                           |                                                  |                          |                                                |                      | |
| 12 | 12        | Blindes Verlangen         | Vaulting Ambition                                | 21. Jan. 2018            | 22. Jan. 2018                                  | Hanelle M. Culpepper | Jordon Nardino                                                                                       |
| Burnham und Lorca werden zu Georgious Raumschiff Charon gebracht. Während Georgiou ihren als Putschist gefangen genommenen Feind Lorca foltern lässt, nimmt sie ihr Abendessen zusammen mit Burnham ein. Stamets findet sich im Myzeliennetzwerk wieder und trifft dort auf das Bewusstsein seines Gegenübers aus dem Spiegeluniversum. Er erfährt dort, dass das Netzwerk durch die Experimente jenes Alter Egos unbrauchbar geworden ist. Er begegnet zudem einer Version von Dr. Culber, dessen Verlust er akzeptiert, ehe er aufwacht und seine Sporensammlung infiziert vorfindet. Georgiou bejammert, dass sie es zuließ, Lorca zu einer Vaterfigur für Burnham werden zu lassen, so dass diese Georgiou als Machthaberin stürzen wollten. Zur Strafe dafür plant sie, Burnham zu exekutieren. Diese jedoch enthüllt die Wahrheit über sich selbst, der zufolge sie aus dem anderen Universum stammt. Burnham erklärt, wie es dazu kam, dass sie in das Spiegeluniversum gelangten. Georgiou geht einen Deal ein und gibt Informationen über den Aufbau des Sporenantriebs als Gegenleistung für Informationen über alternative Wege für das Wechseln zwischen den Universen. In der Folge realisiert Burnham, dass der Lorca, den sie kennt, in Wirklichkeit aus dem Spiegeluniversum stammt und die Ereignisse mit dem Ziel manipuliert hat, sich ihr anzunähern und zurück ins Spiegeluniversum zu gelangen. Schließlich flieht Lorca aus der Agonie-Kammer, in der er gefoltert wurde. |           |                           |                                                  |                          |                                                |                      | |
| 13 | 13        | Auftakt zur Vergangenheit | What’s Past Is Prologue                          | 28. Jan. 2018            | 29. Jan. 2018                                  | Olatunde Osunsanmi   | Ted Sullivan                                                                                         |
| Der Lorca des Spiegeluniversums befreit seine alte Crew. Mit deren Hilfe und der des Stamets aus dem Spiegeluniversum tötet er Georgious Gefolgsleute und beansprucht den Herrscherposten für sich. Georgiou versteckt sich vor Lorca, auch Burnham entgeht der Gefangenschaft durch Lorca und kontaktiert die Discovery-Crew, mit der sie einen Plan bespricht. Demzufolge muss Burnham das Eindämmungsfeld rund um die große, aus dem Myzeliennetzwerk stammende Energiequelle senken, sodass die Discovery diese zerstören und bei der dadurch ausgelösten Explosion in das Myzeliennetzwerk fliegen kann, durch das der Stamets des ursprünglichen Universums sie navigieren kann. Georgiou willigt ein, Burnham zu helfen, und gemeinsam attackieren sie Lorcas Gruppe. Von Burnham zurückgewiesen und geschlagen, wird Lorca durch Georgiou getötet. Letztere bietet an, sich zugunsten von Burnhams Flucht selbst zu opfern. Burnham jedoch nimmt Georgiou mit auf die Discovery, während Georgious Flaggschiff Charon zerstört wird. Die Discovery-Crew setzt ihren Plan in die Tat um und gelangt durch das Myzeliennetzwerk in ihr ursprüngliches Universum zurück. Allerdings kommt die Discovery ungeplant neun Monate später als zu dem Zeitpunkt an, zu dem sie ins Spiegeluniversum verschlagen worden war. Zur Überraschung der Crew scheinen die Klingonen mittlerweile den Krieg gewonnen zu haben. |           |                           |                                                  |                          |                                                |                      | |
| 14 | 14        | Flucht nach vorn          | The War Without, the War Within                  | 4. Feb. 2018             | 5. Feb. 2018                                   | David Solomon        | Lisa Randolph                                                                                        |
| Die 24 klingonischen Häuser sind nicht mehr miteinander vereint und kämpfen deshalb unabhängig voneinander gegen die Föderation, die wegen fehlender Informationen über die klingonische Tarntechnologie einen wichtigen Nachteil hat. Admiral Cornwall und Sarek kommen an Bord der Discovery, überzeugen sich von der Echtheit der Besatzung und planen alsbald, mit Hilfe der Discovery und ihres Sporenantriebs den Klingonen einen Schlag zu versetzen, der den Krieg zu Gunsten der Föderation wenden soll. Der Plan basiert auf Georgious Erfahrung im Spiegeluniversum und sieht vor, mit dem Sporenantrieb bis zur klingonischen Heimatwelt Qo’noS zu springen, wo die Crew auf der Planetenoberfläche Schwachstellen für einen möglichen Überraschungsangriff finden soll. Da die letzte Reise alle verfügbaren Sporen verbraucht hat, sorgt die Discovery mit einer besonders schnellen Art von Terraforming auf einem Mond für den Wuchs neuer Sporen. Indes versucht sich Tyler, den die gefangene Klingonin geheilt hat, wieder in die Mannschaft zu integrieren. Lorca gilt als tot, als Captain fungieren zunächst wechselnd Cornwall und Saru. Schließlich beginnt die Discovery mit der Umsetzung des Plans, wofür Cornwall und Saru nach Georgious Aussage, sie hätte wichtige Informationen, Georgiou als Captain einsetzen. |           |                           |                                                  |                          |                                                |                      | |
| 15 | 15        | Nimm meine Hand           | Will You Take My Hand?                           | 11. Feb. 2018            | 12. Feb. 2018                                  | Akiva Goldsman       | Gretchen J. Berg, Aaron Harberts, Idee: Akiva Goldsman, Gretchen J. Berg, Aaron Harberts             |
| Tyler teilt mit, dass zum Kartografieren und zum Ermitteln von Angriffszielen eine Drohne in das ruhende Vulkansystem unter der Planetenoberfläche von Qo’noS eindringen sollte. Die Discovery springt mit dem Sporenantrieb zu einer nahen Höhle, und ein Außenteam, bestehend aus Georgiou, Burnham, Tilly und Tyler, gibt sich als Händler aus. Tilly entdeckt, dass das vulkanische System aktiv ist und dass die Drohne, die Georgiou dabei hat, in Wirklichkeit eine Wasserstoffbombe ist. Mit dieser Erkenntnis konfrontiert Burnham Admiral Cornwell, welche zugibt, dass die Detonation der Bombe in dem aktiven Vulkan sämtliches Leben auf Qo’noS auslöschen soll, damit die Föderation so den Krieg gewinnt. Burnham insistiert darauf, dass die Sternenflotte keinen Genozid anrichten sollte und zwingt Georgiou dazu, die Bombe im Tausch für ihre Freiheit zurückzugeben. Jedoch überreichen sie die Bombe an die Klingonin L’Rell, die die Bedrohung mit der Massenvernichtungswaffe dazu nutzt, unter ihrer Führerschaft die klingonischen Häuser zu vereinen und den Krieg zu beenden. Die Mitglieder der Discovery-Besatzung werden als Helden gefeiert. Burnham erhält offiziell eine Rehabilitation und ihren früheren Rang eines Commanders zurück. Tyler beschließt, bei L’Rell zu bleiben. Als die Discovery mit Warpgeschwindigkeit zum Planeten Vulkan fliegt, empfängt sie einen Notruf von der U.S.S. Enterprise. |           |                           |                                                  |                          |                                                |                      | |

## Kritik
Bei Heise online äußerte sich der Kritiker mit einem hohen Maß an Lob. Die erzählte Geschichte sei innovativ und im Gegensatz zu den Star-Trek-Reboot-Filmen spannend und gehaltvoll. Die Schauspieler in Sprechrollen böten eine hervorragende Leistung und seien überzeugender als diejenigen in Raumschiff Enterprise – Das nächste Jahrhundert und Deep Space Nine. Besser als in den vorangegangenen Star-Trek-Fernsehserien seien auch Kostüme, Sets, Beleuchtung, Szeneneinstellungen und Spezialeffekte, die Optik der Serie sei opulent. Trotz erzählerischer Schwächen sei Star Trek: Discovery stilvoll.
Auch der Kritiker des US-Wirtschaftsmagazins Forbes lobte die Hauptbesetzung, die Darbietungen der meisten Hauptdarsteller seien „einfach fantastisch“. Hingegen sei es keine Stärke der Serie, ihre Handlungswendungen – darunter die Enthüllung Tylers als klingonischer Schläfer – vor dem Zuschauer zu verbergen, da sie unter anderem „plump“ durch Exposition gehandhabt würden.
Im US-Fernsehmagazin TV Guide meinten die Kritiker, dass die Entscheidung zugunsten eines episodenübergreifenden, die Staffel durchziehenden Handlungsstranges mehr Vorteile als Nachteile bringe, die Figuren etwa würden damit gut verständlich charakterisiert. Das größte Problem mit den Klingonen sei nicht unbedingt ihre Muttersprache, sondern die Qualität, in der die Schauspieler auf Klingonisch kommunizieren, denn ihren Dialogen fehle es an Flüssigkeit, Natürlichkeit und Beugung. Die Serie habe fantastische Action-Situationen und herausstechende Darbietungen, eine große Schwäche seien allerdings wiederholte Vorkommen von Deus ex machina, denn häufig geschähen Dinge nur, um einen Endpunkt auf dem Weg des geringsten Widerstands zu erreichen.
Im britischen Rundfunkmagazin Radio Times äußerte sich der Kritiker lobend insbesondere über die zweite Staffelhälfte. Nach einigen alleinstehenden Episoden in der ersten Hälfte der Staffel und der Ausstrahlungspause habe die Serie plötzlich lebendig, aufregend und einfallsreich gewirkt. Gleichwohl sei auch die zweite Staffelhälfte nicht perfekt; die Wendung etwa, dass Lorca ein Terraner aus dem Spiegeluniversum ist, sei sowohl lächerlich als auch auf oberflächliche Weise enthüllt.
In der New York Times kritisierte der Journalist Sopan Deb die Auflösung des Krieges zwischen den Klingonen und der Föderation in der finalen Episode als problematisch und fragte mit Unverständnis: Warum war L’Rell, die die Föderation um jeden Preis auslöschen wollte, willens, den Krieg als Gegenleistung für die Kontrolle über ihre gesamte Rasse zu beenden?